# Historia bez bohatera
Historia bez bohatera (fr. Histoire sans héros) – belgijski komiks przygodowo-sensacyjny autorstwa scenarzysty Jeana Van Hamme’a i rysownika Daniela Henrotina, tworzącego pod pseudonimem Dany, opublikowany po raz pierwszy w 1977 roku przez belgijskie wydawnictwo Le Lombard. Jego kontynuacją jest komiks pt. Dwadzieścia lat później (fr. Vingt ans après) z 1997, także autorstwa Van Hamme'a i Dany'ego. Polskie wydanie zbiorcze obu komiksów ukazało się w 2010 roku nakładem Egmont Polska.

## Fabuła
Komiks opowiada historię grupy ludzi ocalałych z katastrofy samolotu, który rozbił się w amazońskiej dżungli. Aby przetrwać, muszą liczyć tylko na siebie. Jednak niebezpieczeństwo grozi im nie tylko ze strony dzikich zwierząt, ale także samych współtowarzyszy.